# Абімаель Гусман
Гусман Рейносо Мануель Рубен Абімаель (ісп. Guzmán Reynoso Manuel Rubén Abimael, підпільний псевдонім Голова Гонсало (ісп. Presidente Gonzalo); 3 грудня 1934 — 11 вересня 2021) — перуанський революціонер, засновник Сендеро Луміносо (ісп. Sendero Luminoso; «Сяючий шлях»); професор філософії.

## Біографія
Абімаель Гусман народився в Мольєндо, портовому містечку в провінції Іслай на південний захід від міста Арекіпи, розташованого на крайньому півдні країни. Він був незаконнонародженим сином процвітаючого торговця, який переміг у національній лотереї і мав шість синів від трьох різних жінок. Мати Гусмана, Береніке Рейносо, померла, коли її синові було лише п'ять років.
У 1939—1946 Гусман виховувався в сім'ї покійної матері, з 1947 жив у родині батька та мачухи в Арекіпі та навчався у приватній католицькій середній школі. У 1953 році він стає студентом факультету суспільних наук при Національному університеті святого Августина в Арекіпі. Товариші Гусмана по університету описують його як скромного, сором'язливого, дисциплінованого та аскетично відчуженого студента. Захистивши дисертації «Кантіанська теорія простору» та «Буржуазно-демократична держава», Гусман отримав ступінь бакалавра з філософії та юриспруденції.
Захоплений ідеями марксизму, Абімаель Гусман перебував під сильним впливом ідей засновника Комуністичної партії Перу Хосе Карлоса Маріатеги, викладених у його семи нарисах перуанської дійсності. Незабаром під впливом ректора Ефрена Мороте Беста він стає переконаним антиревізіоністом та маоїстом, після чого підключається до діяльності «Сендеро Луміносо».
Під керівництвом Гусмана «Сендеро Луміносо» перетворилося на один із найбільших ліворадикальних рухів у Латинській Америці. Рух Гусмана неодноразово вдавався до терористичних методів проти селян, що не приєдналися, і профспілкових лідерів (втім, такі ж заходи активно використовувалися і перуанським урядом); у США, країнах Європи та Перу «Сендеро Луміносо» вважається терористичною організацією.
12 вересня 1992 року в ході антитерористичної операції, проведеної за наказом президента Альберто Фухіморі, Гусмана було заарештовано групою елітного підрозділу поліції і незабаром він постав перед судом, на якому було засуджено до довічного ув'язнення. Гусман звернувся до сендеристів із закликом скласти зброю. Він відбував ув'язнення на військово-морській базі на острові Сан-Лоренсо поблизу Ліми.
За іронією долі, поряд з камерою Гусмана, крім камери лідера Революційного руху імені Тупака Амару Віктора Полая, було розміщено ще дві — призначені для їх головних опонентів, в одній із них ув'язнення відбуває Володимир Монтесінос, права рука Альберто Фухіморі, друга — для самого екс-президента.
Після смерті тіло революціонера кремували. Його попіл розвіяли, щоби поховання не стало місцем поклоніння прихильників цього угруповання.